# Sfulmini-Kette
Mit Sfulmini-Kette oder Sfulmini-Stock (italienisch Catena degli Sfulmini oder auch Fulmini) wird eine Untergruppe der Brentagruppe in den Südlichen Kalkalpen bezeichnet. Namensgebend sind die Sfulmini 2910 m s.l.m. Höchster Gipfel der Sfulmini-Kette ist der Torre di Brenta mit 3014 m. Die Untergruppe bildet den am stärksten zerklüfteten Bereich der gesamten Brenta und bietet zahlreiche einzigartige Szenarien, wie sie für die Dolomiten charakteristisch sind. Die Sfulmini-Kette wird als Herzstück der Brenta bezeichnet mit einigen ihrer berühmtesten Gipfel und Kletterwände, wie dem Campanile Basso. Die Bekanntheit ihrer Gipfel und ihre einzigartigen Szenarien lassen sie im Sommer zu einem von Alpinisten und Wanderern viel besuchten Ziel werden.

## Geographie

### Lage und Abgrenzung
Die Sfulmini-Kette ist die südliche der beiden Untergruppen, in die sich der zentrale Bereich der Brenta aufteilt. Sie erstreckt sich von der Scharte Bocchetta Bassa dei Massodi (2790 m) im Norden bis zur Scharte Bocca di Brenta (2552 m) im Süden. Nördlich der Bocchetta Bassa dei Massodi grenzt das Massiv der Cima Brenta an die Sfulmini-Kette. Südlich liegt dagegen das Tosa-Massiv, das bereits zum südlichen Teil der Brenta zählt. Mit dem Namen Sfulmini wurde ursprünglich der gesamte Bereich zwischen der Cima Tosa (3136 m) und der Cima Brenta (3151 m) bezeichnet. Die Bewohner der Judikarien bezogen den Namen sogar auf die gesamte Brentagruppe.

### Aufbau und Geologie
Die Kette besteht aus einem einzigen sehr zerklüfteten Kamm aus Dolomia Principale, an dem sich Zacken, Spitzen und Felsnadeln aneinanderreihen, die von tief eingeschnittenen Scharten getrennt sind. Sie verläuft fast geradlinig von Nord nach Süd. Die Ost- und Westflanke ist von tief eingeschnittenen, mit Schutt, Geröll oder Schnee gefüllten Rinnen charakterisiert.
Unmittelbar nördlich der Scharte Bocca di Brenta erhebt sich die mächtige Cima Brenta Alta, die von der kleinen Scharte Bocchetta del Campanile Basso (2620 m) getrennt ist. Nördlich dieser Bocchetta liegt der markante und berühmte Campanile Basso, in der deutschsprachigen Literatur auch als Guglia di Brenta bekannt. Die Bocchetta del Campanile Alto (2680 m) trennt den Campanile Basso vom angrenzenden Campanile Alto (2937 m) ab. Nach der nördlich anschließenden schmalen Scharte Bocchetta Bassa degli Sfulmini (2620 m) folgen die vier zierlichen Felsnadeln der Sfulmini (2910 m). Von Letzteren zweigt in Richtung Westen ein kleiner Grat ab, auf dem die Felstürme Frisanco (2600 m), Prati, Bianchi, Nardelli sowie an dessen Abschluss die Felsnadel Bimbo di Monaco liegen. Nördlich der Sfulmini liegt mit dem Torre di Brenta der höchste Gipfel der Untergruppe, der durch die Scharte Bocca degli Armi (2749 m) von der Cima degli Armi (2951 m) getrennt ist. Die anschließende Cima Molveno (2917 m), durch die gleichnamige Scharte (2951 m) von der Cima degli Armi getrennt, bildet den nördlichen Abschluss der Kette. Erstere bildet Richtung Nordwesten einen kurzen Fortsatz, der mit den Zwillingstürmen (ital. Gemelli) bei der Alimonta-Hütte endet.

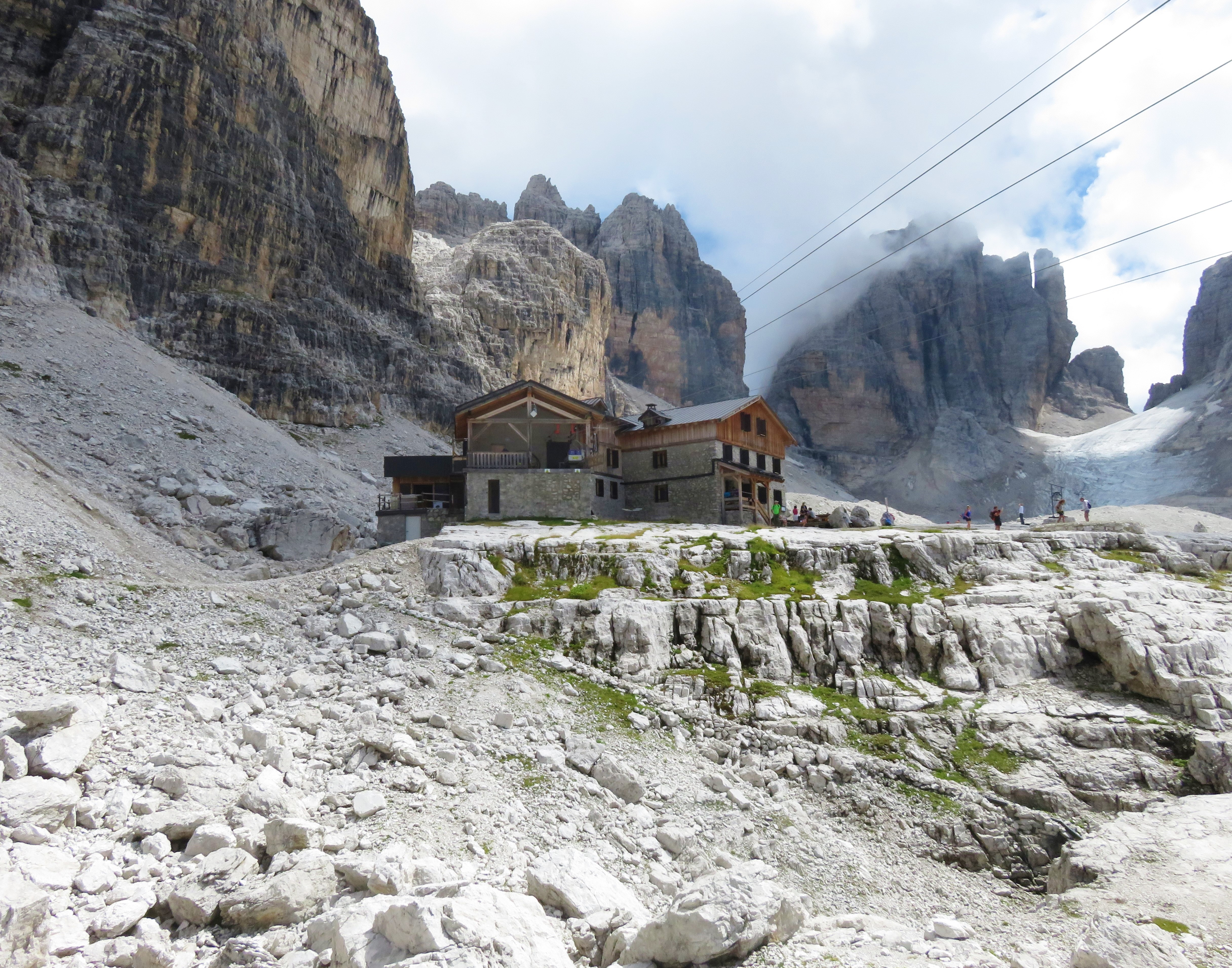
Das Rifugio Alimonta, dahinter die Cima Molveno und rechts davon Cima degli Armi mit der Vedretta degli Sfulmini
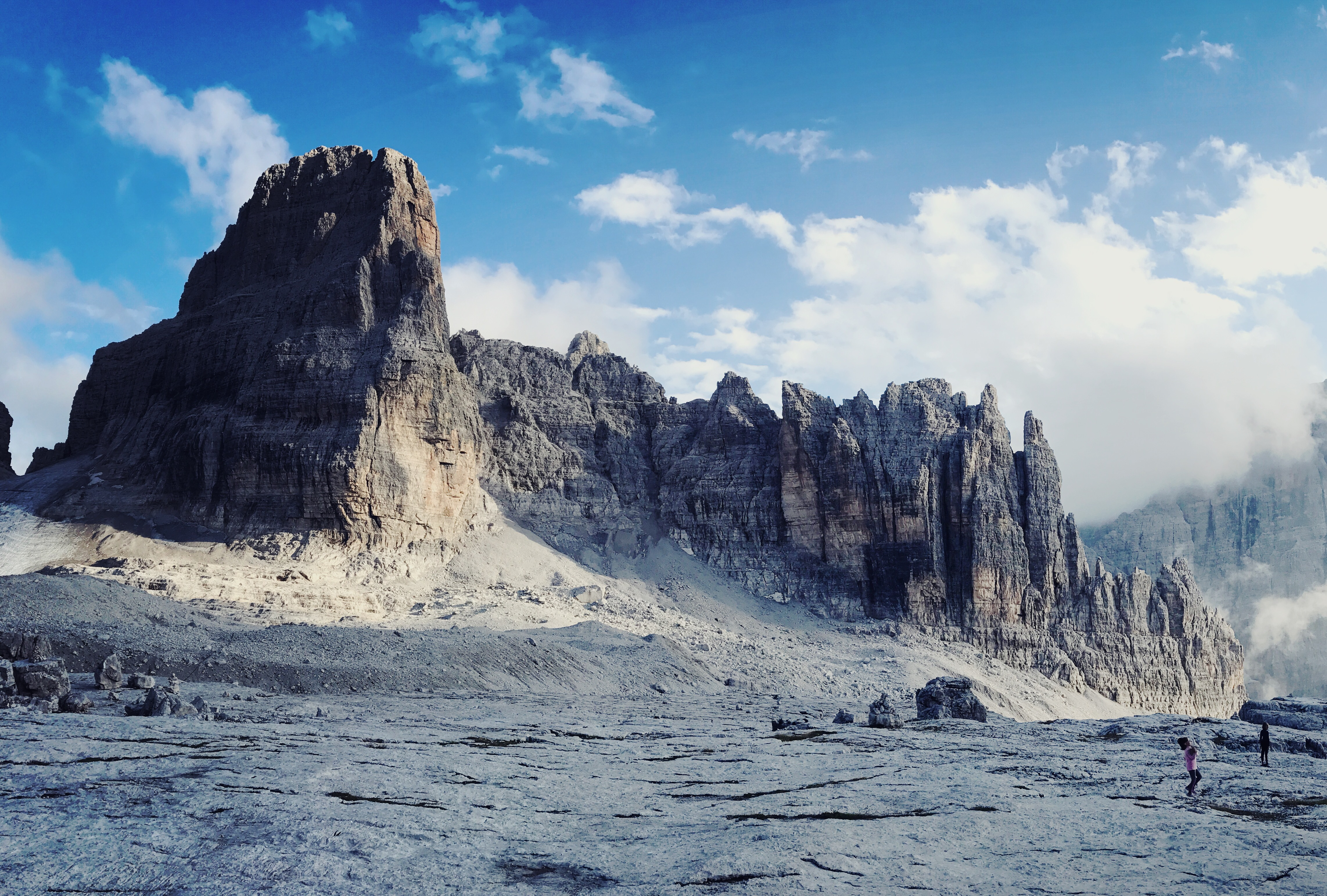
Der Torre di Brenta mit den Felstürmen Nardelli, Bianchi und Prati
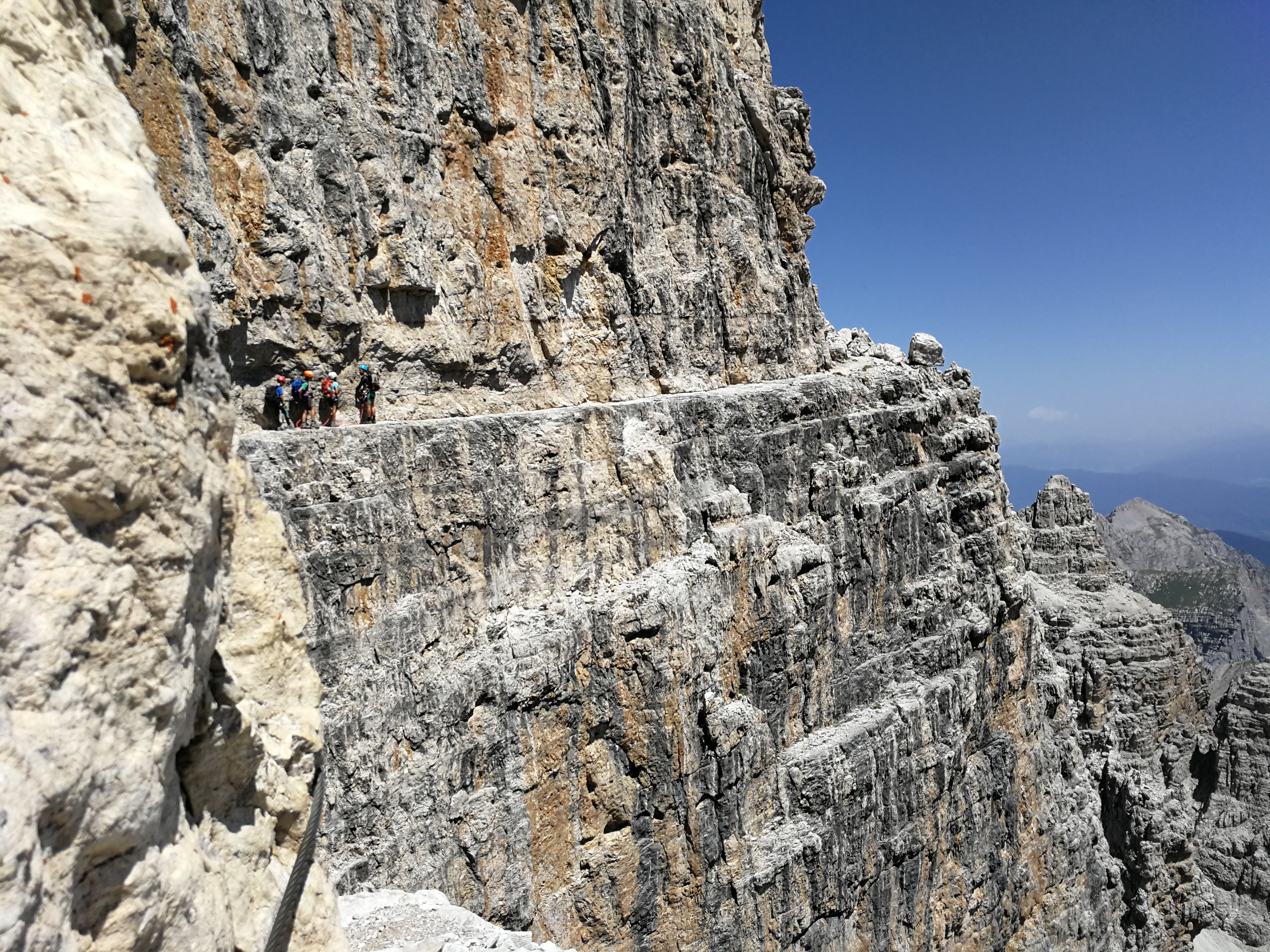
Klettersteig Bocchette Centrali im Bereich der Sfulmini
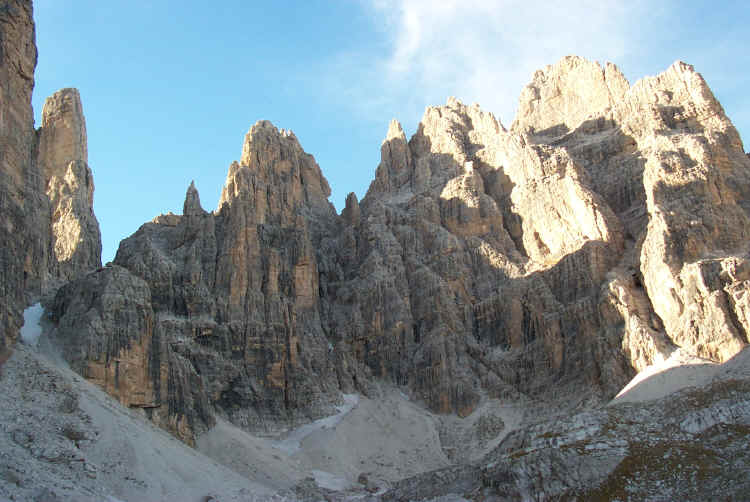
Die Ostseite der Sfulmini-Kette
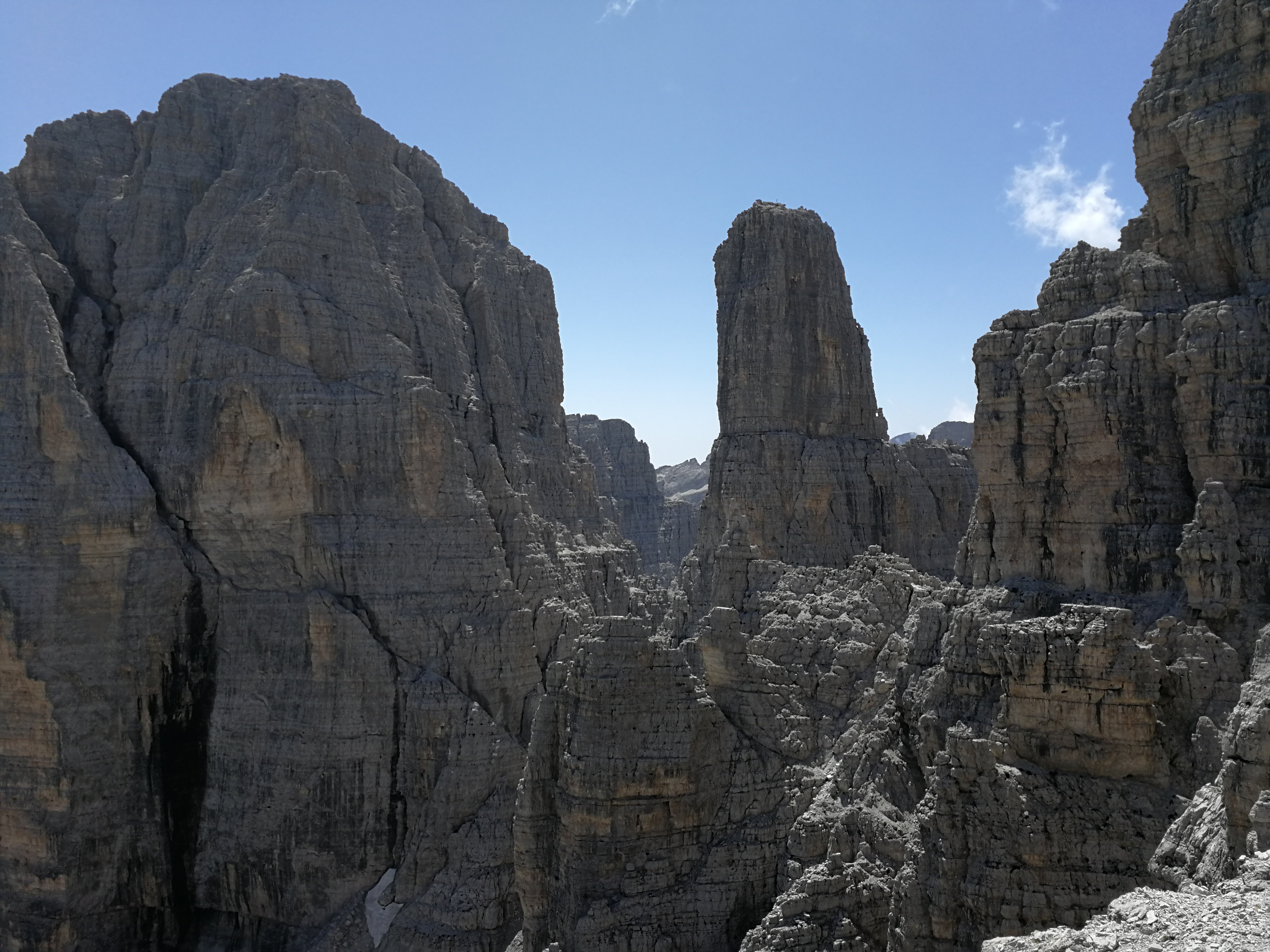
Campanile Basso und Cima Brenta Alta

### Gipfel
- Torre di Brenta, 3014 m
- Cima Brenta Alta, 2960 m
- Cima degli Armi, 2951 m
- Campanile Alto, 2937 m
- Cima Molveno, 2917 m
- Sfulmini, 2910 m
- Campanile Basso, 2883 m
- Cima degli Armi Bassi, 2706 m
- Torre Nardelli, 2680 m
- Torre Frisanco, 2600 m
- Bimbo di Monaca, 2530 m

## Alpinismus
Viele Routen in der Kette tragen die Namen berühmter Alpinisten, die mit ihren Erstbegehungen zur Bekanntheit der Brenta beigetragen haben. Den Wanderern bietet die Sfulmini-Kette mit den Bocchette Centrali einen der interessantesten und spektakulärsten Klettersteige der Brenta. Er zieht sich entlang von Bändern und mit Hilfe von zahlreichen Steighilfen durch die Flanken aller Gipfel der Kette, wobei er fast alle Scharten berührt.
Die alpinistische Erschließung der Kette beginnt 1880 mit der ersten bekannten Besteigung der Cima Brenta Alta durch Annibale Apollonio und Giorgio Rossaro sowie den beiden Bergführerbrüdern Bonifacio und Matteo Nicolussi aus Molveno. Zu ihrem Bekanntheitsgrad unter Alpinisten hat aber vor allem der Campanile Basso beigetragen. dessen Erstbesteigung den Innsbruckern Otto Ampferer und Karl Berger 1899 gelang und an dem in der Folge zahlreiche Kletterspezialisten ihr Talent zur Schau stellten, wie beispielsweise Paul Preuß, Tita Piaz oder Bruno Detassis.
Für Nicht-Alpinisten wurde die Kette mit dem Bau des Bocchette-Klettersteigs in den 1930er Jahren erschlossen. Der erst Ende der 1950er Jahre abgeschlossene Klettersteig verbindet die beiden Scharten Bocca di Brenta im Süden Bocca degli Armi im Norden. Mit dem anschließend errichteten Klettersteig Bocchette Alte wurde auch der nördliche Abschnitt der Kette für ein größeres Publikum erschlossen. Der zum Teil sehr ausgesetzte Bocchette-Klettersteig ist der bekannteste Höhenweg der gesamten Gruppe und im Sommer bei schönem Wetter ein Hotspot in der Brenta. Als Stützpunkte für Begehungen in der Sfulmini-Kette einschließlich der Bocchette Centrali kommen insbesondere die Pedrotti-, Brentei- und Alimonta-Hütte in Frage.